# Храм Воздвижения Креста Господня на Чистом Вражке
Храм Воздви́жения Креста́ Госпо́дня на (Помётном) Чи́стом Вра́жке — православный храм в Москве, принадлежащий к Центральному благочинию Московской городской епархии Русской православной церкви. Находится по адресу Первый переулок Тружеников, дом 8.

## История

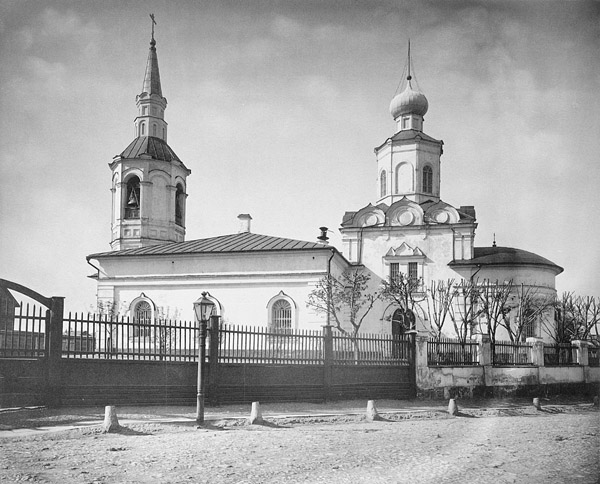
Фотография Николая Найдёнова 1882 года

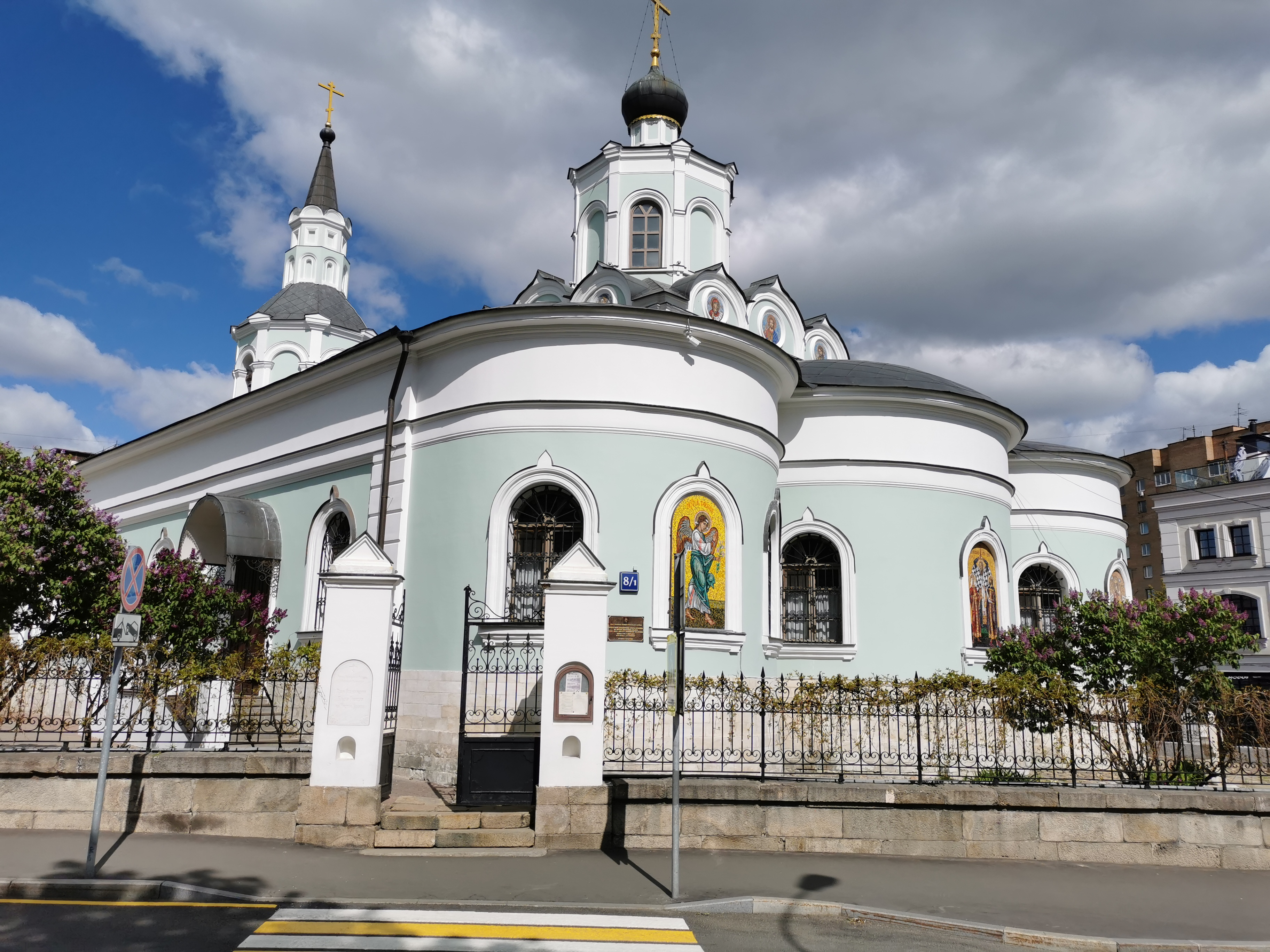
Храм Воздвижения Креста Господня на Чистом Вражке (2022)

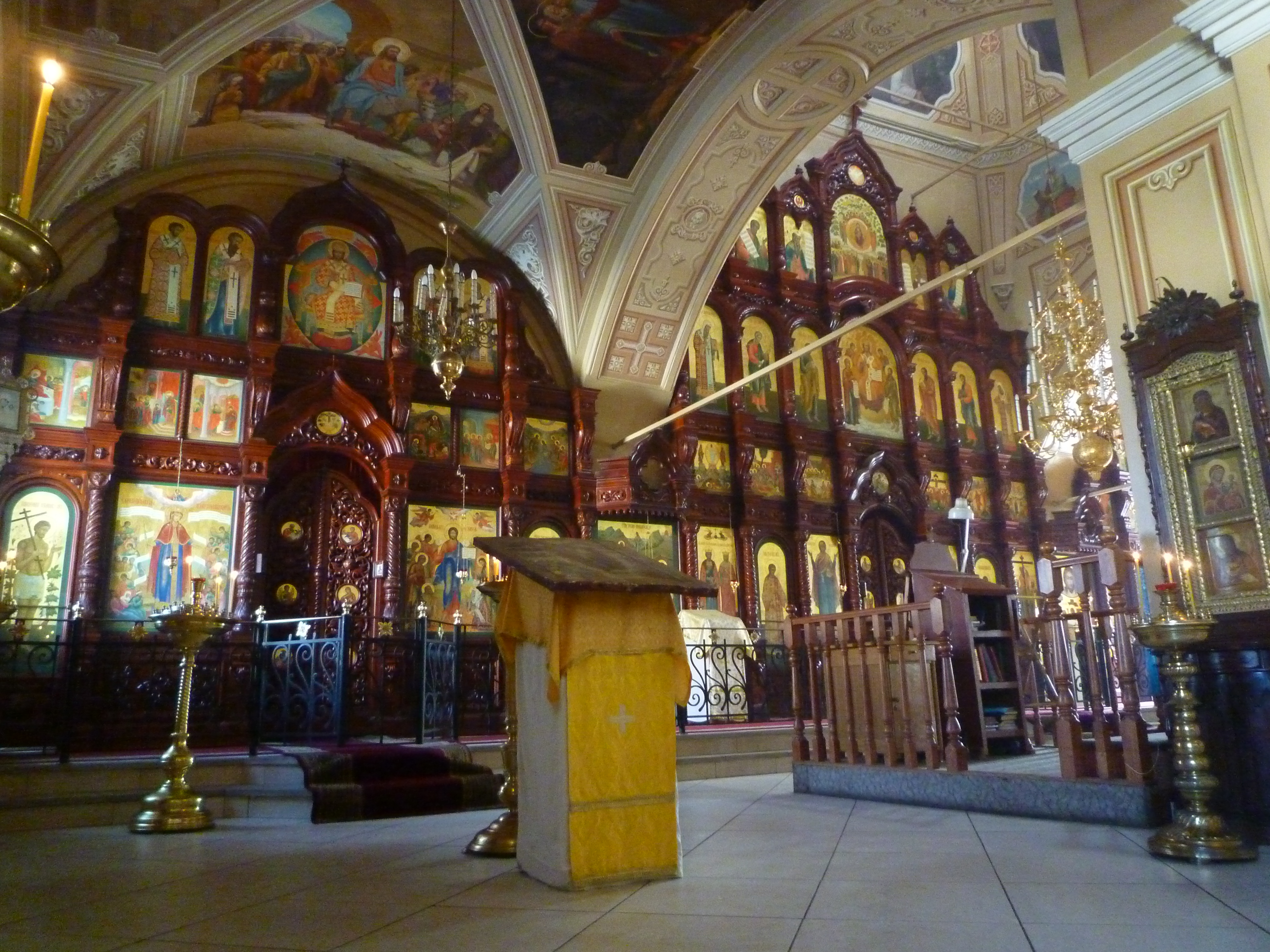
Внутреннее убранство храма

Церковь получила своё название (Помётный вражек) от оврага, проходившего вдоль переулков Тружеников, куда в XIX веке вывозили навоз с Новоконюшенного государева двора. Каменный однопридельный храм строился с 1701 по 1708 годы, освящение состоялось 21 сентября 1708 года.
Придел во имя Архангела Гавриила и колокольню возвели в середине XIX века на средства Г. М. Блохина. В 1894—1895 годах по проекту Фёдора Кольбе были обновлены алтари приделов.
Храм закрыли в сентябре 1931 года; были снесены барабаны, главы и колокольня до первого яруса, к зданию сделали пристройку. В здании расположили жилые помещения, потом производственные цеха. Богослужения в храме возобновились в 1992 году.

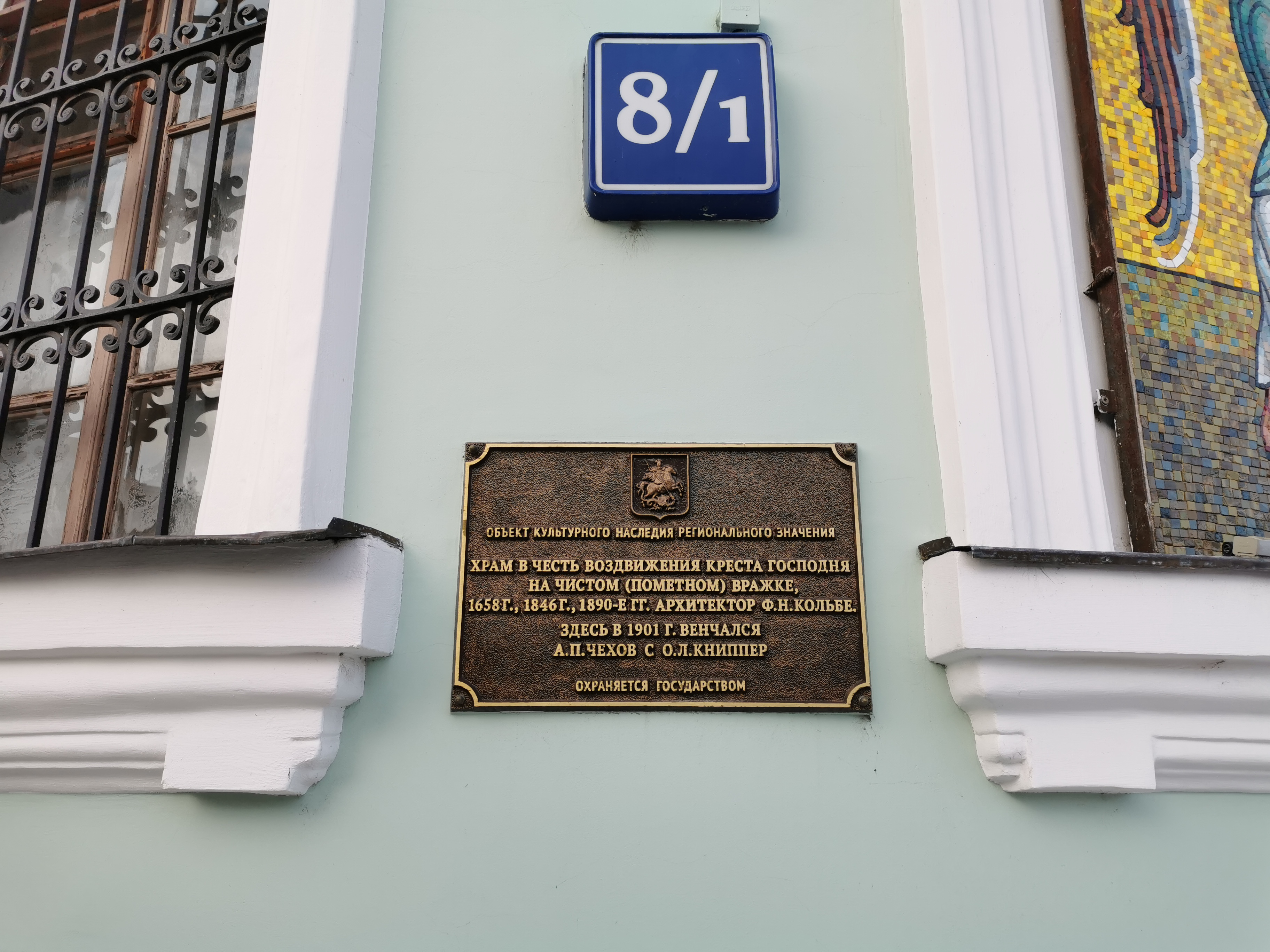
Храм Воздвижения Креста Господня - Объект культурного наследия

## Престолы
- Воздвижения Креста Господня
- Иконы Божией Матери «Всех скорбящих Радость»
- Собора Архангела Гавриила

## Духовенство
- Иерей Сергий Куксов — настоятель.
- Иерей Димитрий Сорокин.
- Иерей Вадим Твердов.
- Иерей Сергий Уваров[2].